# عبد الرحمن بن أبي عمرة
عبد الرحمن بن أبي عمرة تابعي من رواة الحديث، روى عن عثمان بن عفان وزيد بن خالد الجهني وأبي هريرة، وكان ثقة كثير الحديث.

## نسبه
- أبوه: أبو عمرة بشير بن عمرو بن محصن بن عمرو بن عتيك بن عمرو بن مبذول، وكان له صحبة، وكان مع علي بن أبي طالب فقتل يوم صفين.[1]
- أمه: هند بنت المقوم بن عبد المطلب بن هاشم بن عبد مناف بن قصى بن كلاب بن مرة من قريش.[1]

## روايته للحديث
روى عبد الرحمن بن أبي عمرة عن عثمان بن عفان وزيد بن خالد الجهني وأبي هريرة، وروى نحو 218 حديث، ومن تلاميذه خارجة بن زيد بن ثابت وهو أحد الفقهاء السبعة بالمدينة المنورة.
- روى عن: زيد بن خالد الجهني، وعبادة بن الصامت، وعثمان بن عفان، وأبي سعيد الخدري، وأبيه أَبِي عَمْرة الأَنْصارِيّ وله صحبة، وأبي هريرة، وجدته كبشة بنت ثابت أخت حسان بن ثابت.
- روى عنه: إسحاق بن عبد الله بن أبي طلحة، وبيهس الثقفي، وجعفر بن عبد الله بن الحكم الأنصاري، وخارجة بن زيد، وخالد بن المهاجر بْن خالد بْن الوليد، وشريك بن عبد الله بن أبي نمر، وعبد اللَّه بْن خالد المخزومي أخو العطاف بْن خالد، وابنه عَبد الله بْن عَبْد الرحمن بْن أَبي عَمْرة، وعبد اللَّه بْن عَمْرو بْن عثمان بْن عفان، وعبد الرَّحْمَن بْن أَبي الموال، وعبد الرحمن بن هرمز الأعرج، وعبد الكريم بْن مَالِك الجزري، وعثمان بْن حكيم بْن عباد بْن حنيف، ومجاهد بن جبر، ومحمد بْن إِبْرَاهِيم بْن الحارث التَّيْمِيّ، ومحمد بن يحيى بن حبان، والمطلب بن عبد الله بن حنطب المخزومي، وهلال بْن علي وهو ابن أَبي ميمونة، ويزيد بْن يَزِيد بْن جابر الشامي، وأبو بكر بن محمد بن عمرو بن حزم.[4]

## أقوال العلماء فيه
- ذكره ابن حبان في كتاب الثقات.[2]
- قال ابن حجر العسقلاني:[5] «يقال ولد في عهد النبي، وقال ابن أبي حاتم ليست له صحبة»
- قال عنه الذهبي في الكاشف:[2] «ثقة مشهور.»
- قال عنه محمد بن سعد البغدادي:[1] «كان ثقة، كثير الحديث.»